# René Lorin
René Lorin (Pronunciación del apellido: lorán) (1877-1933) fue un ingeniero aeronáutico francés pionero en el diseño de motores a reacción y creador del estatorreactor. 
René Lorin fue un antiguo estudiante de la Escuela central de las artes y manufacturas en París, se considera que fue el primero en haber ensayado la propulsión de una aeronave mediante un motor a reacción, esto en 1908 aunque se considera también que tal ensayo ocurrió en 1913. También publicó un ensayo describiendo perfectamente el principio de un estatorreactor en una revista a inicios del siglo XX.
Tales invenciones fueron muy precoces, por ejemplo hasta varias décadas más tarde no se desarrollarían vehículos capaces de alcanzar velocidades como para que se produzca la compresión que activa a un estatorreactor. Lorin, por ende, no pudo ver concretada su idea la cual recién pudo ser llevada a la práctica en 1949 por su compatriota René Leduc.